# Justicia spinossisima
Justicia spinossisima är en akantusväxtart som beskrevs av Brother Alain. Justicia spinossisima ingår i släktet Justicia och familjen akantusväxter. Inga underarter finns listade i Catalogue of Life.